# Örnsköldsvik
För andra betydelser, se Örnsköldsvik (olika betydelser).
Örnsköldsvik (sydsamiska: Orrestaare) är en tätort och centralort i Örnsköldsviks kommun i Västernorrlands län, i Nolaskogsområdet i landskapet Ångermanland och ligger vid Moälvens utlopp i Bottenhavet. Staden är Ångermanlands största, med 33 348 invånare 2018 (oförändrat 2020).

## Etymologi
Staden har fått sitt namn efter landshövdingen Per Abraham Örnsköld och är en av få städer i Sverige som har fått namn efter en privatperson. Namnet förkortas ofta till Ö-vik, betonat med grav accent som i tomten (jultomten). Personer från södra Sverige betonar ofta på första stavelsen med akut accent, som i tomten (där huset står).
På sydsamiska heter orten Orrestaare, vilket betyder "Den nya staden".

## Historia

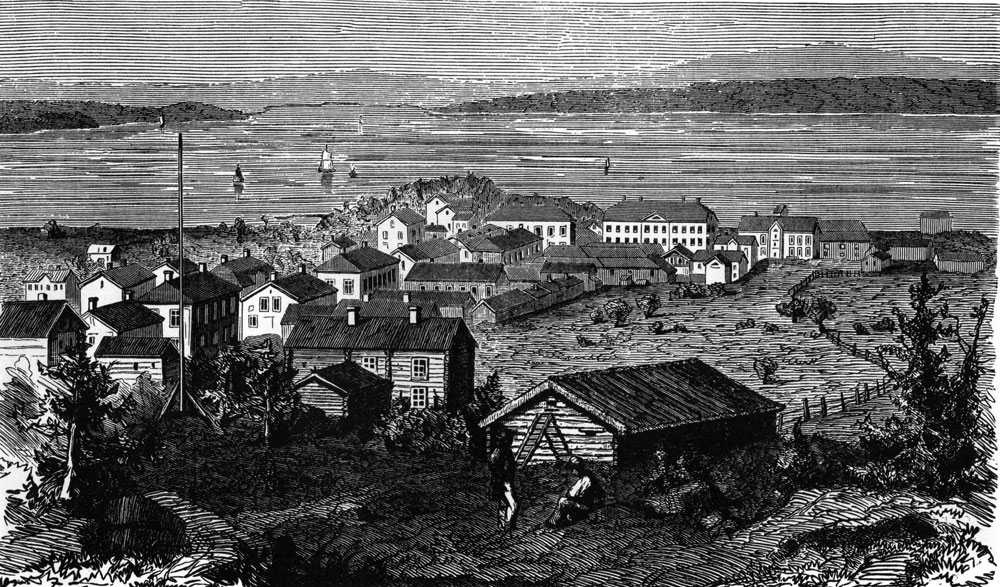
Örnsköldsvik 1861. Teckning av Otto August Mankell i Ny Illustrerad Tidning.

Örnsköldsviks historia tar sin början redan under bronsåldern. Man har hittat mellan 7000 och 8000 gravrösen från den tiden. Fynd har visat att för 2000 år sedan anlades en gård i Gene, nu en förort. Gården är Sveriges nordligaste kända från den tiden, och har rekonstruerats.
Kunskap om linförädling gjorde att bygden fick affärsbönder som med jämna mellanrum for söderut till Mälardalsregionen för att göra affärer, så kallade Sörkörare. 
Under 1700- och 1800-talen började kustbygden blomstra tack vare att hamnar blev allt viktigare under sågverksepoken. Samtidigt stagnerade emellertid avsättningen av lin och linprodukter på grund av konkurrens från andra producenter och dåliga transportmöjligheter, då landsvägarna var usla och de närmaste större hamnarna fanns i Umeå och Härnösand.
Det fanns sedan lång tid tillbaka tankar på att bilda en köping med hamn som tillät djupgående fartyg. Det var emellertid först när landshövding Mörner tillträtt och Carl Johan Holm fått prosttjänst i Själevad som planering och förberedelsearbetet började på allvar. Holm lät undersöka naturförhållandena och skaffade sig noggranna uppgifter om vägar, vikarnas djupförhållanden och liknande för utbyggnad av infrastruktur. Han förordade därefter byarna Sör- och Norrlungånger i Lungångersfjärdens innersta vik som lämpligaste platsen för köpingen. Han kom då i häftig konflikt med handlanden Johan Ödberg i Lunne, som förordade Strömsundet i Arnäs knappt 10 kilometer norrut. Ett beslut av Kunglig Majestät daterat 6 oktober 1842 avgjorde emellertid köpingens placering i enlighet med Holms och Mörners rekommendation och köpingen fick namnet Örnsköldsviks köping inom Själevads socken.
Bilen Delaunay Belleville tillverkades tidigare i Örnsköldsvik.
Örnsköldsviksutställningen 1916 hade närmare 135 000 besökare.

### Administrativa tillhörigheter
Örnsköldsvik fick rätt att bilda köping (friköping) år 1842 i Själevads socken, och Örnsköldsviks köping bildades 1 januari 1863 när 1862 års kommunalförordningar trädde i kraft. Köpingskommunen ombildades 1 juli 1894 till Örnsköldsviks stad. Stadskommunen utökades 1963 innan den 1971 uppgick i Örnsköldsviks kommun där Örnsköldsvik sedan dess är centralort.
I kyrkligt hänseende hörde orten till 1 juli 1907 till Själevads församling, därefter till Örnsköldsviks församling. Delar av orten tillhör Arnäs församling och Själevads församling.
Orten ingick till 1938 i domkretsen för Örnsköldsviks rådhusrätt och därefter till 1971 i Ångermanlands norra domsagas tingslag. Från 1971 till 2002 ingick orten i Örnsköldsviks domsaga och Örnsköldsvik ingår sedan 2002 i Ångermanlands domsaga.

## Geografi

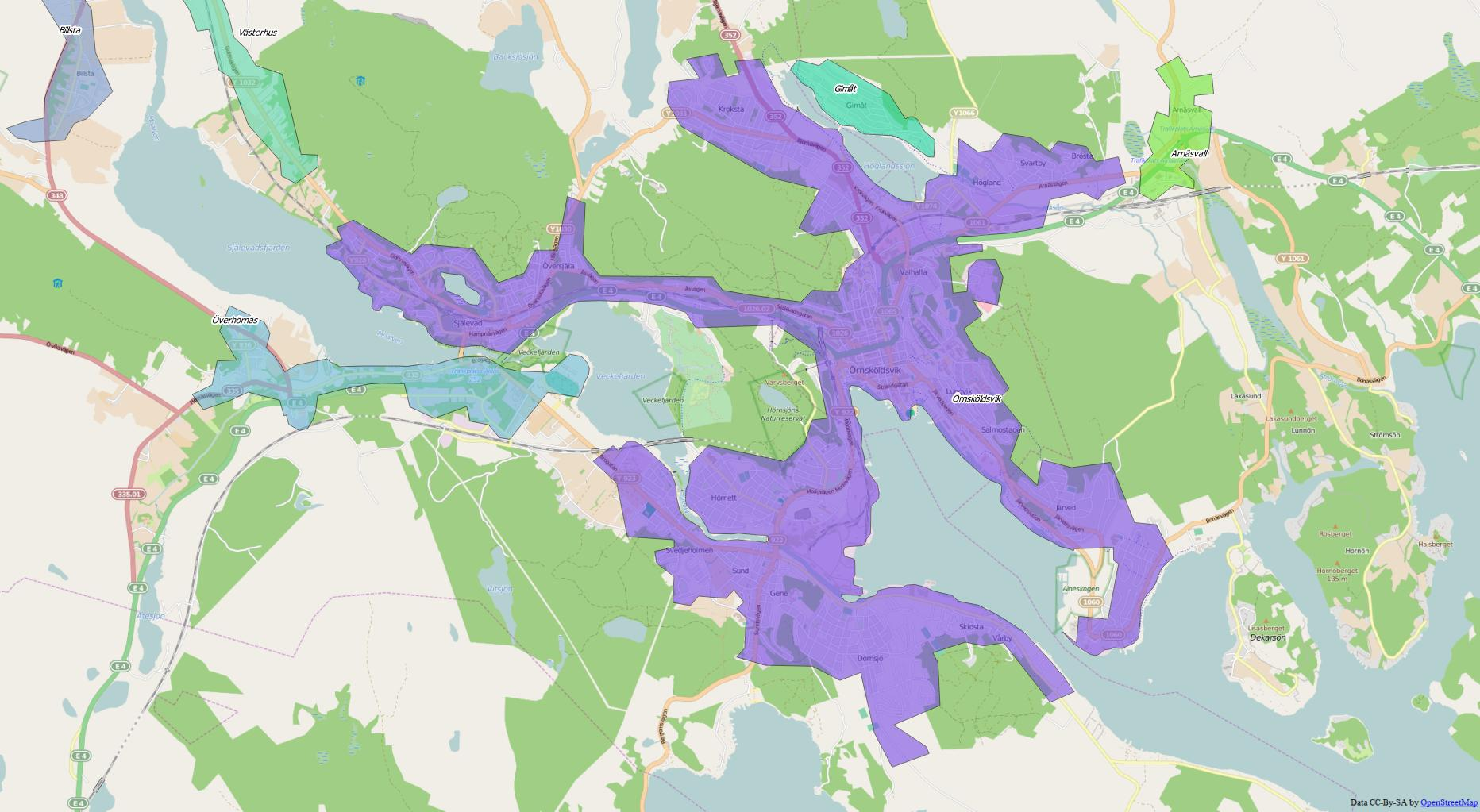
Tätorten Örnsköldsvik 2015.

Staden ligger invid en skärgård mot Bottenhavet med många öar och skär, exempelvis Ulvön, Trysunda och Sveriges högsta ö Mjältön. 

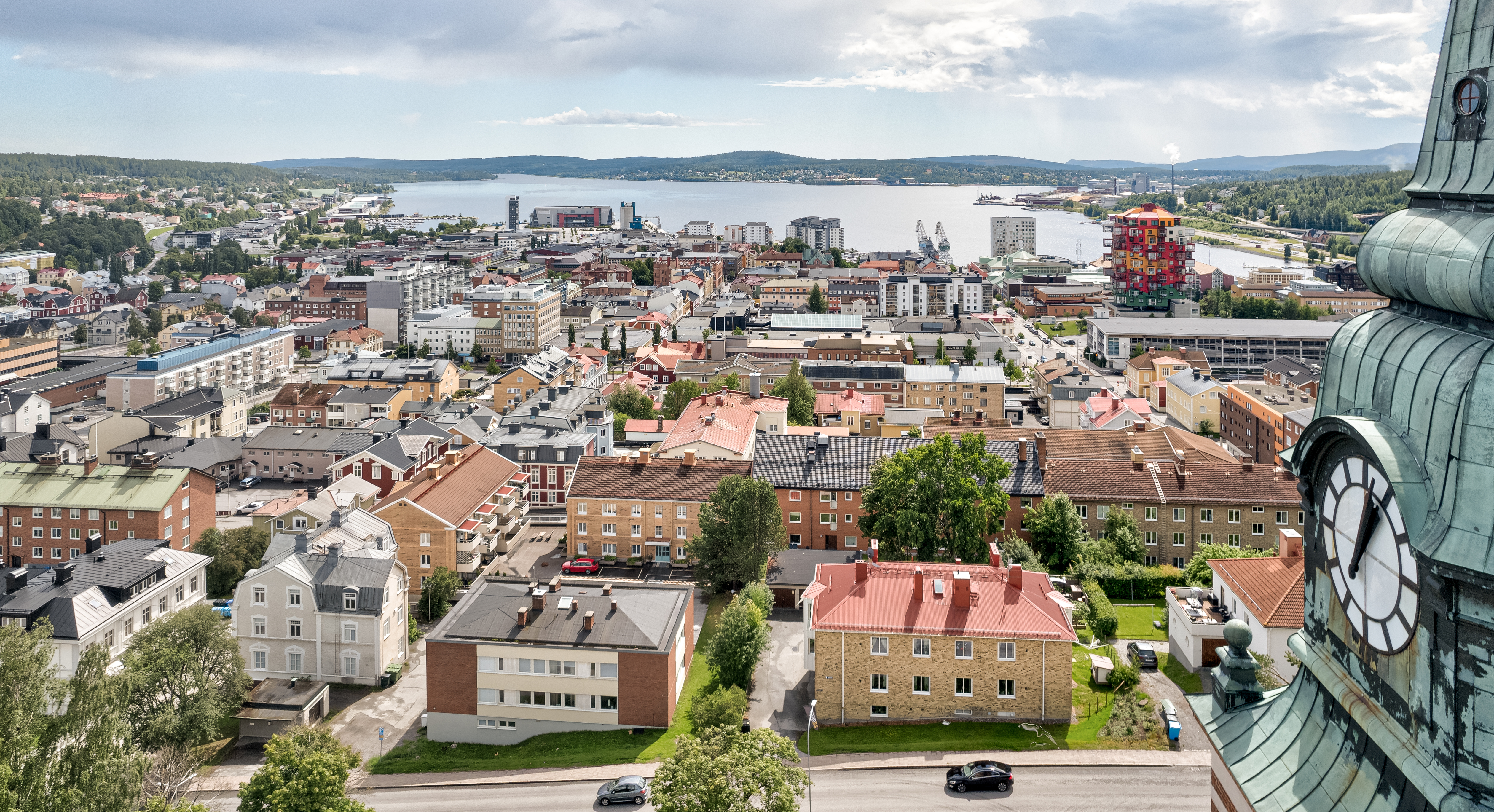
Örnsköldsviks centrum ligger i en dalgång innanför Örnsköldsviksfjärden. På bilden syns bland annat Hägglunds Arena och Ting1, samt i förgrunden Örnsköldsviks kyrka.

Stadens butiker ligger till stor del längs Storgatan, som är avstängd för biltrafik mellan Centralesplanaden och Stora Torget. Sedan Oskargallerian öppnades i centrum september 2005 har staden fått två gallerior till. 

## Ekonomi och infrastruktur

### Näringsliv

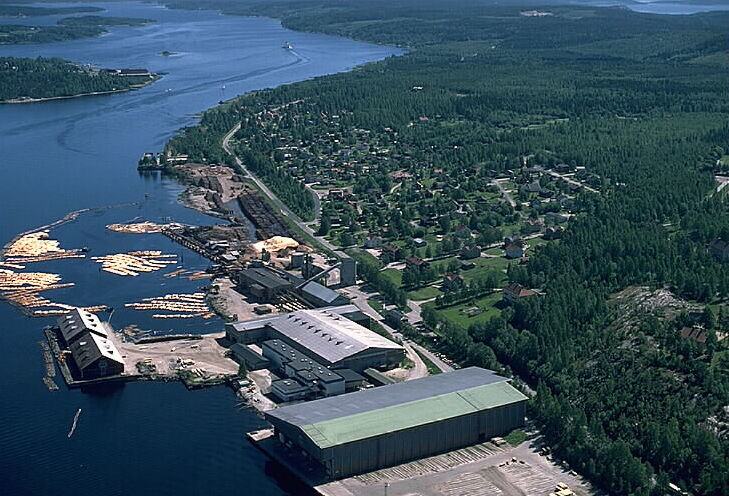
Domsjösågen utgör en karaktäristisk del av Örnsköldsviks stadsbild. Bilden är ett flygfoto från 1988.

Örnsköldsvik är en företagstät kommun med många internationella företag, stark företagandetradition och stort utvecklingsfokus. Företagen står för cirka 3 procent av Sveriges totala export vilket är en ansenlig del i förhållande till kommunens storlek, population och antalet företag. Idag uppgår antalet företag till cirka 2 500. De största företagen är Metsä Board, BAE Systems Hägglunds och Domsjö Fabriker men därutöver finns en stark tradition av småföretagande. 
Örnsköldsvik har sedan flera decennier präglats av en stark industrikultur som har bidragit till att det finns en stor, och i vissa fall unik, kompetens. Baserad på en gedigen forskningsverksamhet, ofta i samarbete med Umeå Universitet eller Mittuniversitetet, har detta lett till en diversifierad industriutveckling med framtidsinriktade etableringar inom skogs-, verkstads- och processindustrin.
I Husum driver Metsä Board ett av Europas största pappers- och massabruk som tidigare tillhörde den numera uppstyckade koncernen MoDo. Tidigare Hägglund & Söner är nu uppdelat i flera bolag, bland annat BAE Systems Hägglunds som numera ägs av BAE Systems och som håller till i det som var Hägglund & Söners lokaler i Gullänget, MacGregor Cranes som numera har sitt kontor närmare staden, och Bosch Rexroth AB i Mellansel. Andra företag är exempelvis Svensk Etanolkemi, Fjällräven, Hägges och massaproducenten Domsjö Fabriker, som också ingick i MoDo tidigare.

### Infrastruktur

#### Transporter
Europavägen E4 går genom staden. 

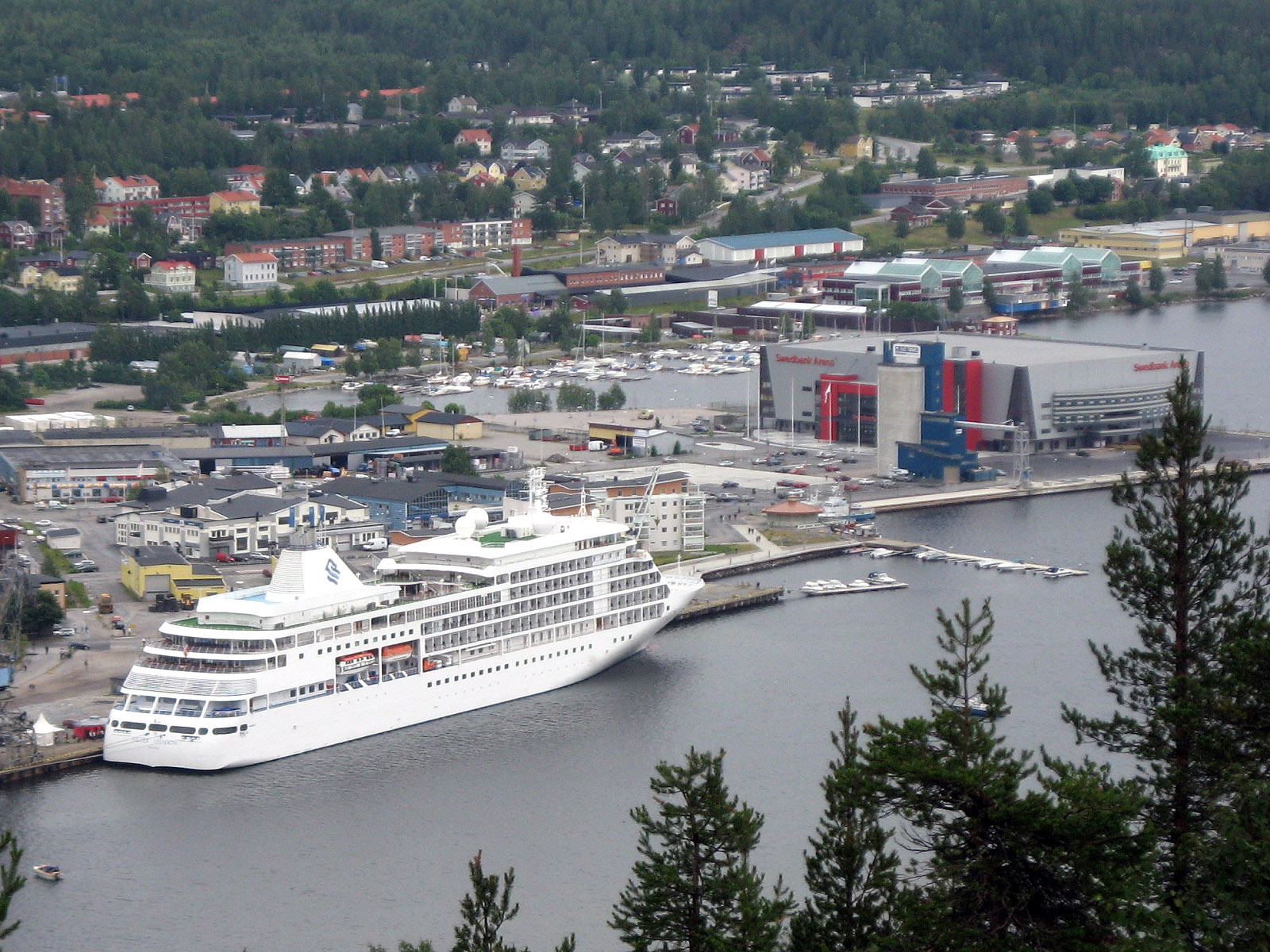
Kryssningsfartyget M/S Silver Shadow på besök i Örnsköldsvik, med Hägglunds Arena (tid. Fjällräven Center, urspr. Swedbank Arena) i bakgrunden.

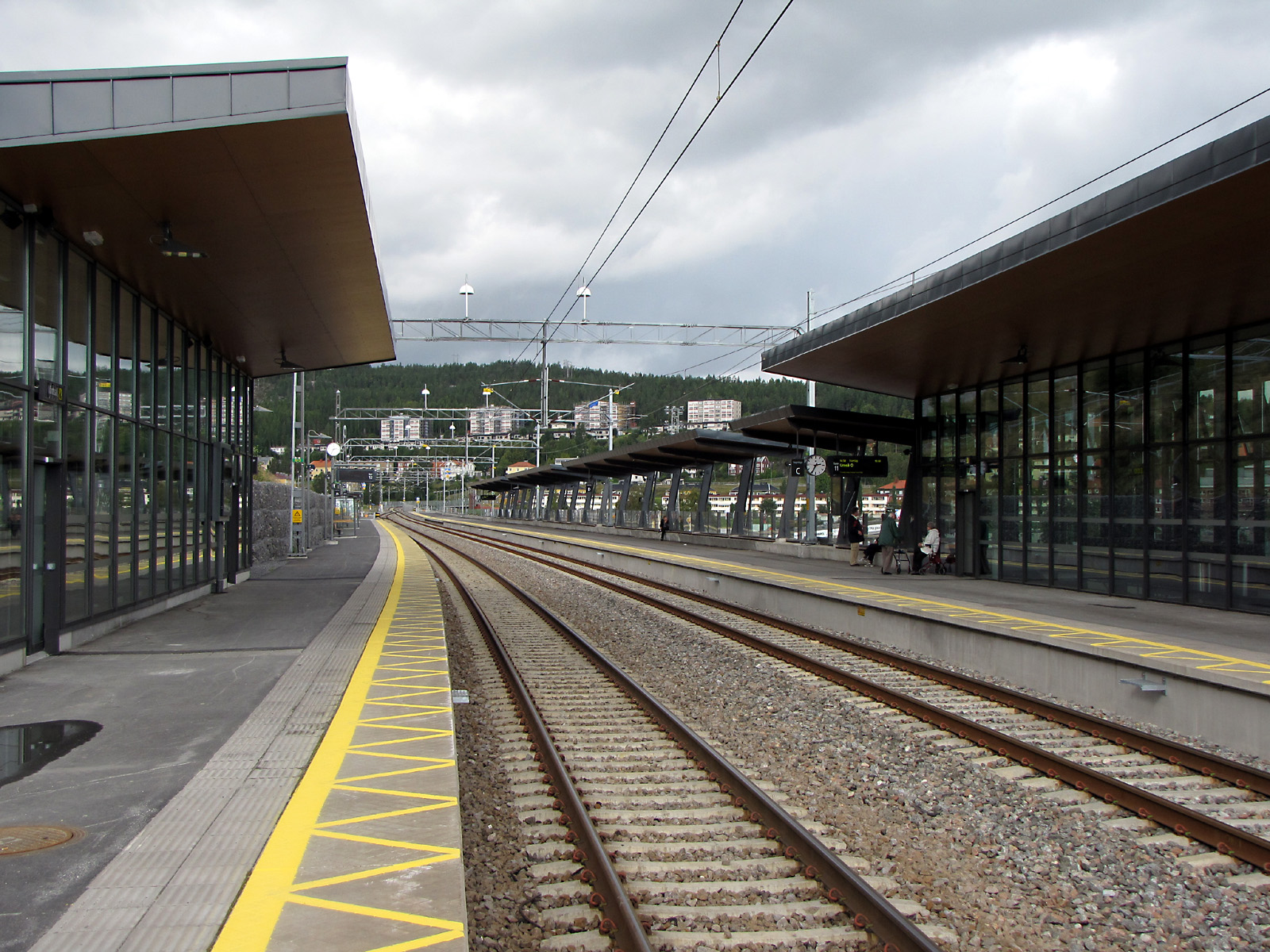
Örnsköldsviks nya centralstation.

Örnsköldsvik flygplats ligger i närheten av Gideå utanför staden. 
Det finns två järnvägslinjer till Örnsköldsvik, en tvärbana till Mellansel med anslutning till Stambanan genom övre Norrland öppnad 1892 samt Botniabanan mellan Kramfors och Umeå öppnad augusti 2010. Örnsköldsviks JärnvägsFörening (ÖJS) har etablerat sig och kör rälsbuss en gång om året. Då till Björnsjö marknad och upp till Norrfors.
I Örnsköldsvik finns två järnvägsstationer, Örnsköldsvik C där alla tåg stannar samt Örnsköldsvik Norra där regionaltågen stannar. Busstationen och centraljärnvägsstationen är samlokaliserade i det nya resecentret.
Örnsköldsvik är en hamnstad. Man har tidigare haft färjetrafik till Finland, både till Vasa och Jakobstad. Hamn finns också i Husum, Köpmanholmen, Hörneborg och Domsjö.

## Befolkning

### Demografi

#### Befolkningsutveckling
| Befolkningsutvecklingen i Örnsköldsvik 1950–2020 | Befolkningsutvecklingen i Örnsköldsvik 1950–2020 | Befolkningsutvecklingen i Örnsköldsvik 1950–2020 | Befolkningsutvecklingen i Örnsköldsvik 1950–2020 | Befolkningsutvecklingen i Örnsköldsvik 1950–2020 |
| --- | ------------------------------------------------ | ------------------------------------------------ | ------------------------------------------------ | ------------------------------------------------ |
| |                                                  |                                                  |                                                  |                                                  |
| År |                                                  |                                                  | Folkmängd                                        | Areal (ha)                                       |
| 1950 | 1950                                             |                                                  | 16 495                                           |                                                  |
| 1960 | 1960                                             |                                                  | 23 441                                           |                                                  |
| 1965 | 1965                                             |                                                  | 25 059                                           |                                                  |
| 1970 | 1970                                             |                                                  | 28 428                                           |                                                  |
| 1975 | 1975                                             |                                                  | 29 514                                           |                                                  |
| 1980 | 1980                                             |                                                  | 30 081                                           |                                                  |
| 1990 | 1990                                             |                                                  | 31 041                                           | 2 432                                            |
| 1995 | 1995                                             |                                                  | 29 955                                           | 2 392                                            |
| 2000 | 2000                                             |                                                  | 28 765                                           | 2 397                                            |
| 2005 | 2005                                             |                                                  | 28 617                                           | 2 397                                            |
| 2010 | 2010                                             |                                                  | 28 991                                           | 2 440                                            |
| 2015 | 2015                                             |                                                  | 32 493                                           | 3 309                                            |
| 2020 | 2020                                             |                                                  | 33 348                                           | 3 960                                            |
| Anm.: Sammanvuxen med Själevad 1970, med Bonäset 1980, med Gimåt 1990 (åter tätort 1995), med Västerhus, Överhörnäs samt småorterna Arnäsvall, Bodum, Dekarsön och Gimåt 2015 samt med Haffsta och Vägersta och Nyänget 2020 samt Åsliden och Krokstaliden 2023 |                                                  |                                                  |                                                  |                                                  |

### Religion
Örnsköldsvik är inom Svenska Kyrkan indelat i Örnsköldsviks, Arnäs och Själevads församling. Det finns också flera EFS-föreningar. Inne i tätorten finns Örnsköldsviks kyrka och EFS-kyrkan. 
I Örnsköldsvik finns Pingstkyrkan, Elim (Evangeliska Frikyrkan), Frälsningsarmén, Missionskyrkan och Svedjeholmskyrkan (Trosrörelsen). Här finns även Jehovas Vittnen och Jesu Kristi Kyrka av Sista Dagars Heliga.

## Kultur

### Massmedier
Dagstidningar i Örnsköldsvik är:
- Örnsköldsviks Allehanda ("Allehanda" eller "ÖA")
- Tidningen 7 ("7an")
- Nordsverige

### Konstarter

#### Musik
En av de viktigare föreningarna för stadens modernare musikliv har varit
föreningen Musikhuset. Föreningen har genom
sitt tillhandahållande av replokaler och livescen möjliggjort för en rad
musiker att utvecklas.
Ett axplock av musiker med rötterna i Musikhuset:
- Gunnar Frick, klaviatur, dragspel och pedal steel guitar.
- Magnus Eriksson, "Norpan", trummor
- Incka Ullén, sång William
- Thomas Haake, trummor Meshuggah
- Mårten Hagström, gitarr Meshuggah
- Mårgan Höglund, trummor, Medlem i Allsång på Skansens husband. Ingått i Let's dance-bandet i TV4. Han har även turnerat med Electric Banana Band, Måns Zelmerlöw, Janne Schaffer Band m.fl.
- Per Anders Skytt, trummor har bland annat spelat med Roland Keijser, Magnus Nyström, Lars-Göran Ulander, Jenny Willén och Peter Janson.
- Mårten Eriksson, sång,gitarr Mårtens hjältar
- Mattias Bylund, kapellmästare i Bingolotto och för Christer Sjögren

I Örnsköldsvik finns också flera aktiva kulturföreningar, såsom jazzföreningen Perdido, Örnsköldsviks Folkmusikförening och Filmstudion, alla ideella föreningar som ofta arrangerar kulturevenemang, konserter och filmvisningar av hög kvalitet.

#### Dans
Örnsköldsvik har två lokaler som anordnar dans, Folkets Park och Gnistan. På Folkets Park anordnades sedan början av 1990-talet fram till våren 2013 en dansmara, såväl på våren som på hösten. Maran lockade till sig 1000-2000 personer från hela landet. När Folkets Park fick nya ägare tog dansmaran i Ö-vik slut och arrangemanget flyttade till Härnösand. På sommaren anordnas dans i Moliden, som ligger några mil utanför staden inåt landet.

### Idrott

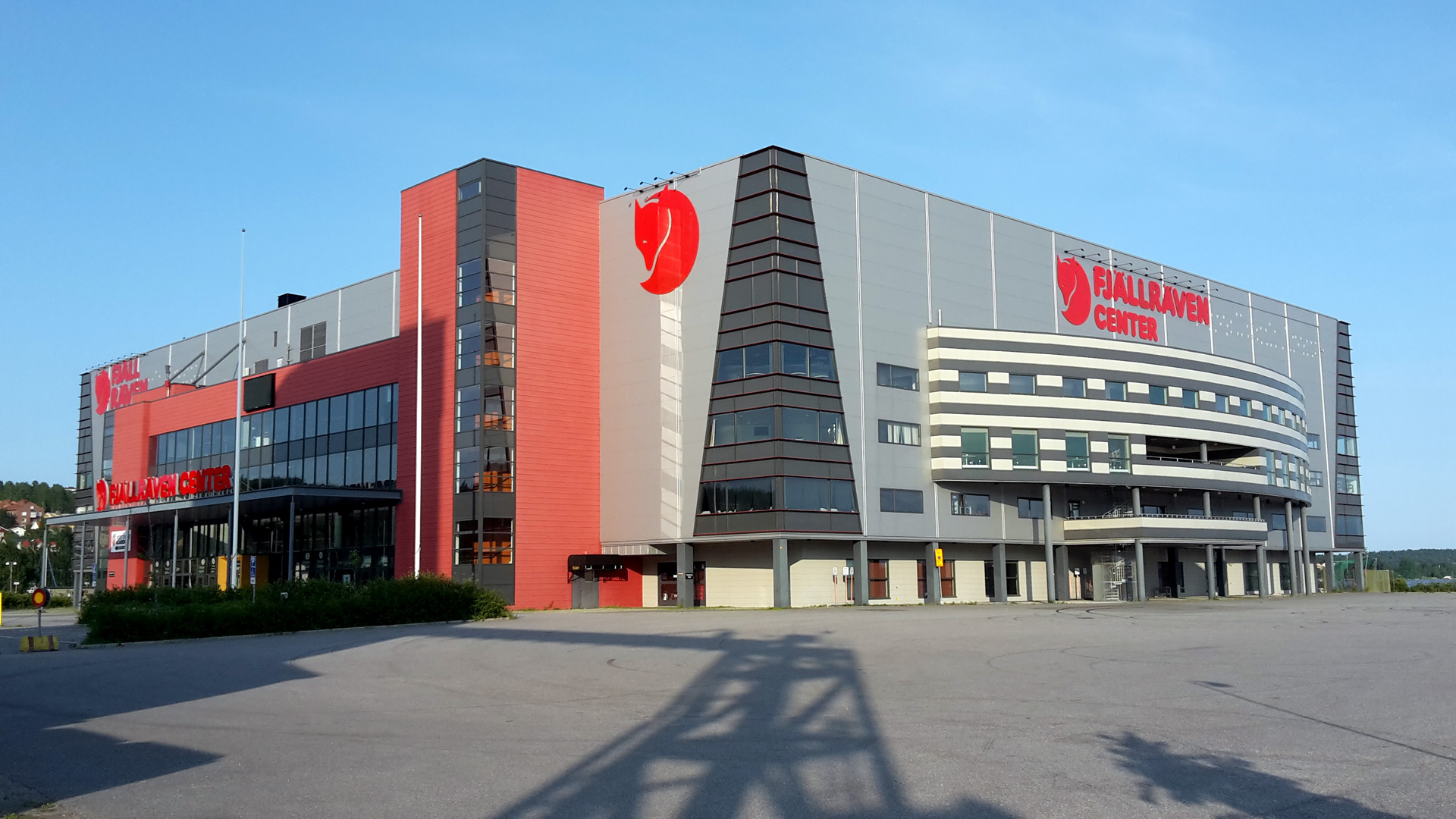
Ishockeyarenan Hägglunds Arena ligger centralt på Framnäsudden i Örnsköldsvik.

Örnsköldsvik är framförallt känt för MoDo Hockey, en ishockeyklubb som blev svensk mästare säsongerna 1978/1979 och 2006/2007. Klubben har fostrat ett antal NHL-profiler (som Peter Forsberg, Markus Näslund, Daniel Sedin, Henrik Sedin och Victor Hedman) och spelat 53 säsonger i Sveriges högsta division. Säsongen 23/24 spelar MoDo Hockey åter i SHL efter sju år i Hockeyallsvenskan. Örnsköldsvik Hockey spelar i Hockeyettan (tredjedivisionen).
Skidåkerskan Märta Norberg med 10 SM-guld och 3 VM-brons är också en stor idrottsprofil. Örnsköldsvik har även haft framgång inom rytmisk gymnastik, bland annat genom Therese Larsson som tagit SM-guld sju år i rad. Inom skidsporterna har Carl Nordin från backhoppningsklubben IF Friska Viljor haft framgångar liksom Fredrik Lindström i skidskytte. En fotbollsprofil som härstammar från Örnsköldsvik, men som framförallt spelat för Umeå IK, är Malin Moström. År 2004 befann sig damlaget Själevads IK i Damallsvenskan (till och med 2005), parallellt med herrlaget Friska Viljor FC:s ettåriga sejour i Superettan (det enda ångermanländska laget som spelat i Superettan). I Örnsköldsvik arrangerades de Paralympiska vinterspelen 1976, den första tävlingen i vinterspelens historia.
Den största utomhusanläggningen för idrott heter Skyttis där bland andra Örnsköldsvik Innebandy spelar sina hemmamatcher i sedan 2007. På området finns även ishall, curlinghall, konstgräsplan och friidrottsanläggning. Ett flertal motionsspår, varav många är elupplysta, utgår härifrån. Vintertid prepareras många av dem för längdskidåkning. En lång asfaltslinga i skogen som kan konstfrysas när det inte finns tillräckligt med natursnö tillkom under vintern 2006. Den används även för inlines, rullskidor och longboards på sommaren.
Friska Viljor Backhoppnings nybyggda anläggning för träning och tävling finns på Paradiskullen bara några hundra meter från centrum. Den största hoppbacken på Paradiskullen ligger mitt i siktlinjen när man passerar genom staden på E4 i riktning söderut, och den har därför haft ett stort symbolvärde för staden där den står på Varvsbergets sluttning. När Botniabanan skulle börja byggas tvärs över backens nedre del var det därför en livlig diskussion om vad som skulle hända med backen. Resultatet av den diskussionen blev att en ny backe byggdes på samma plats som den gamla, men insprängd en bit i berget. 
Nära centrum finns även den alpina utförsåkningsanläggningen Åsbacken.
Hägglunds Arena, tidigare Fjällräven Center och innan det Swedbank Arena, är en ishockey- och evenemangsarena belägen i hamnområdet nära stadskärnan och som är MoDo Hockeys hemmaarena. 
Paradiset, tidigare benämnt Paradisbadet, är ett av Sveriges större äventyrsbad, med närmare en halv miljon besökare årligen. Badet har bland annat en av Sveriges längsta vattenrutschbanor.

## Galleri

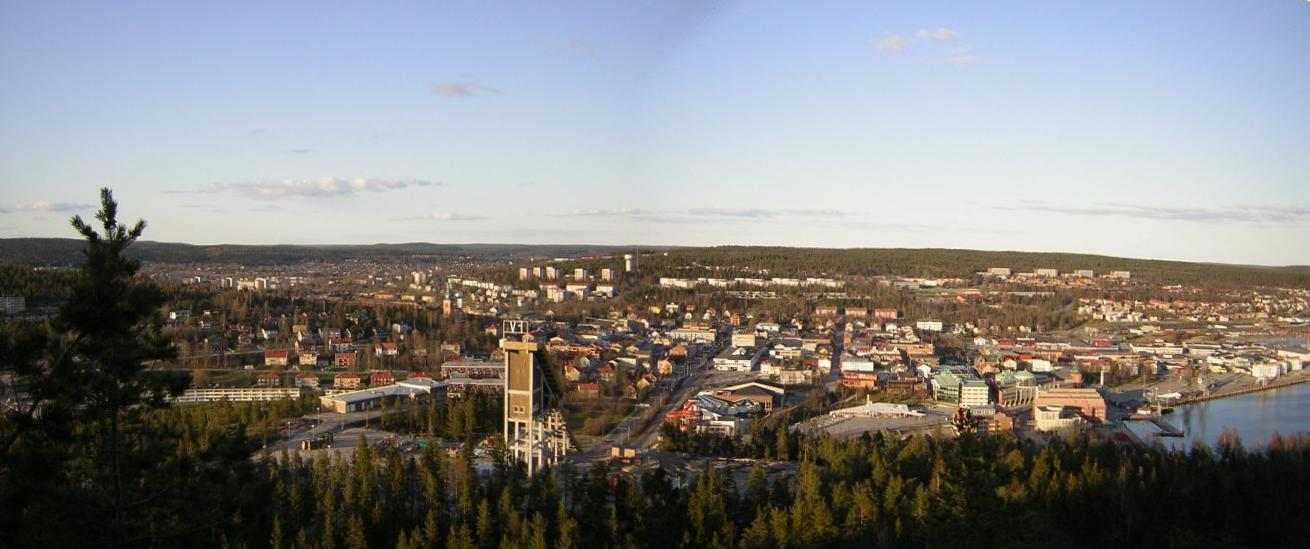
Örnsköldsvik, 2005
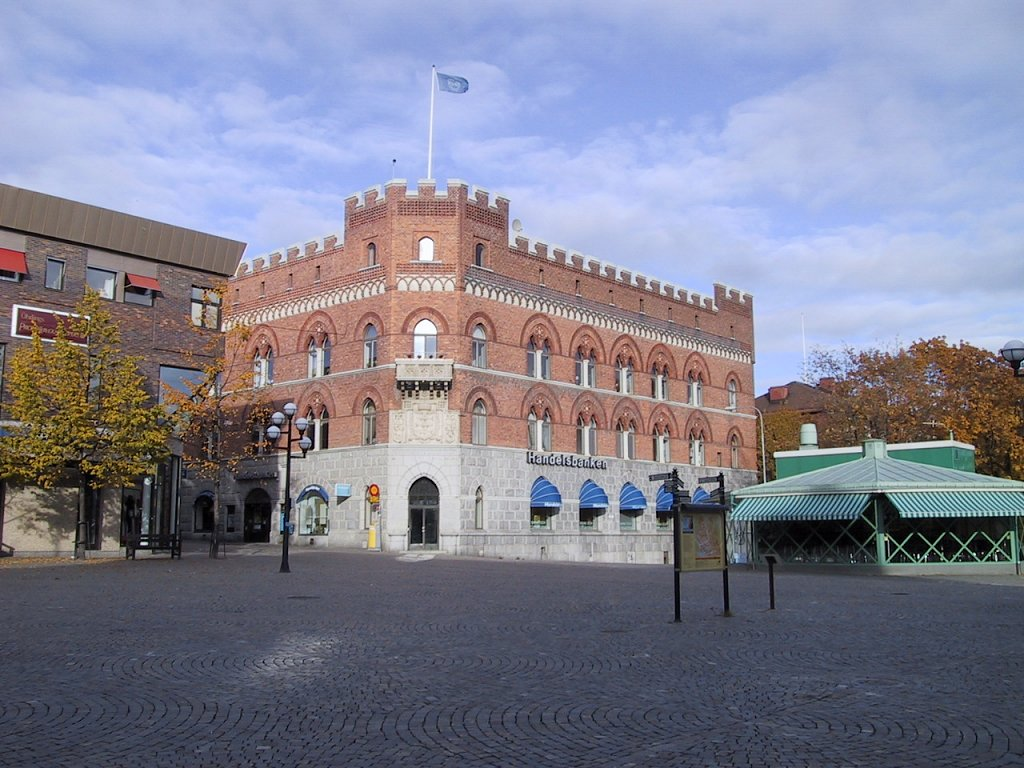
Stora Torget i centrala Örnsköldsvik, oktober 2003
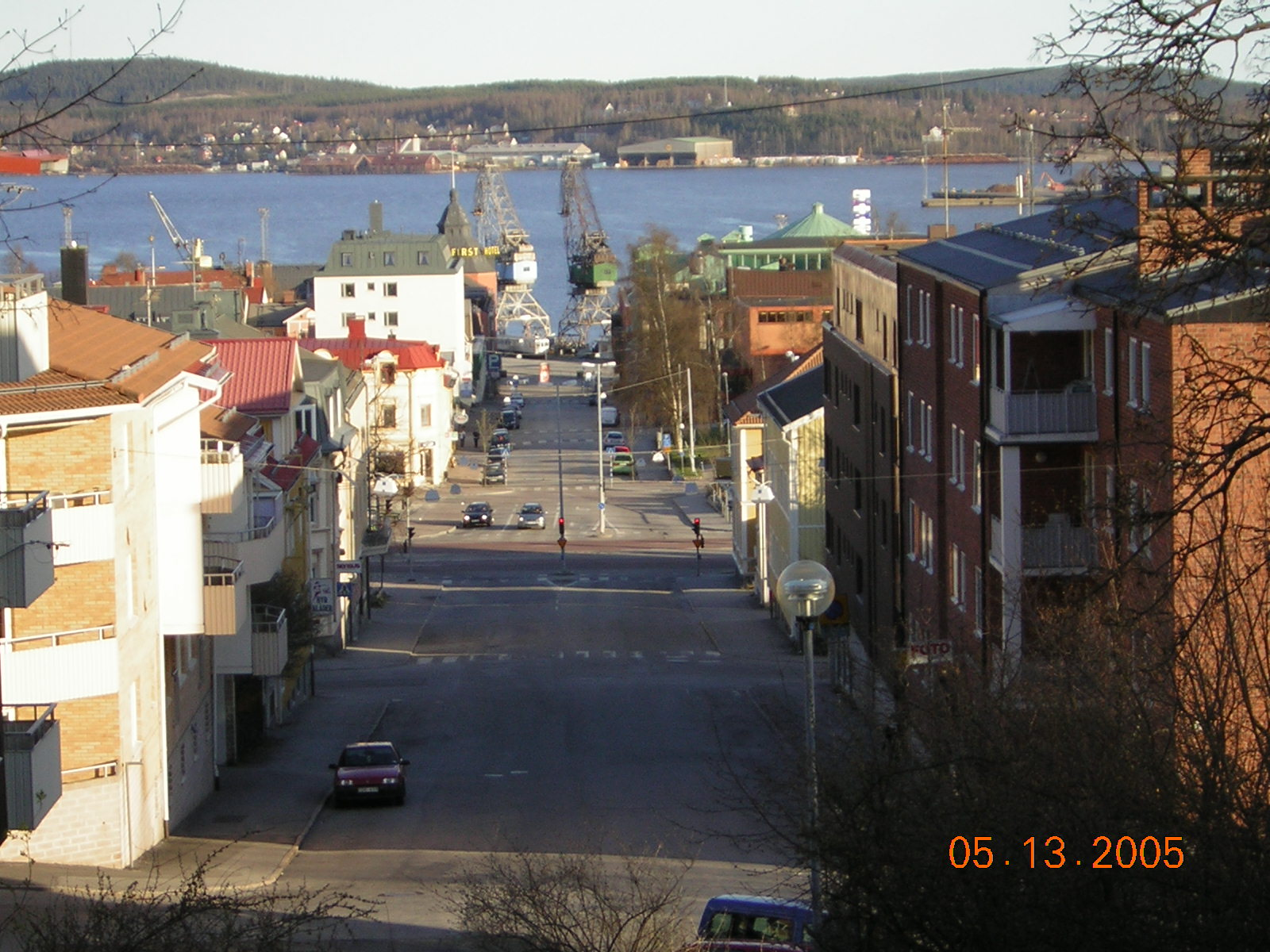
Lasarettsgatan, 2005
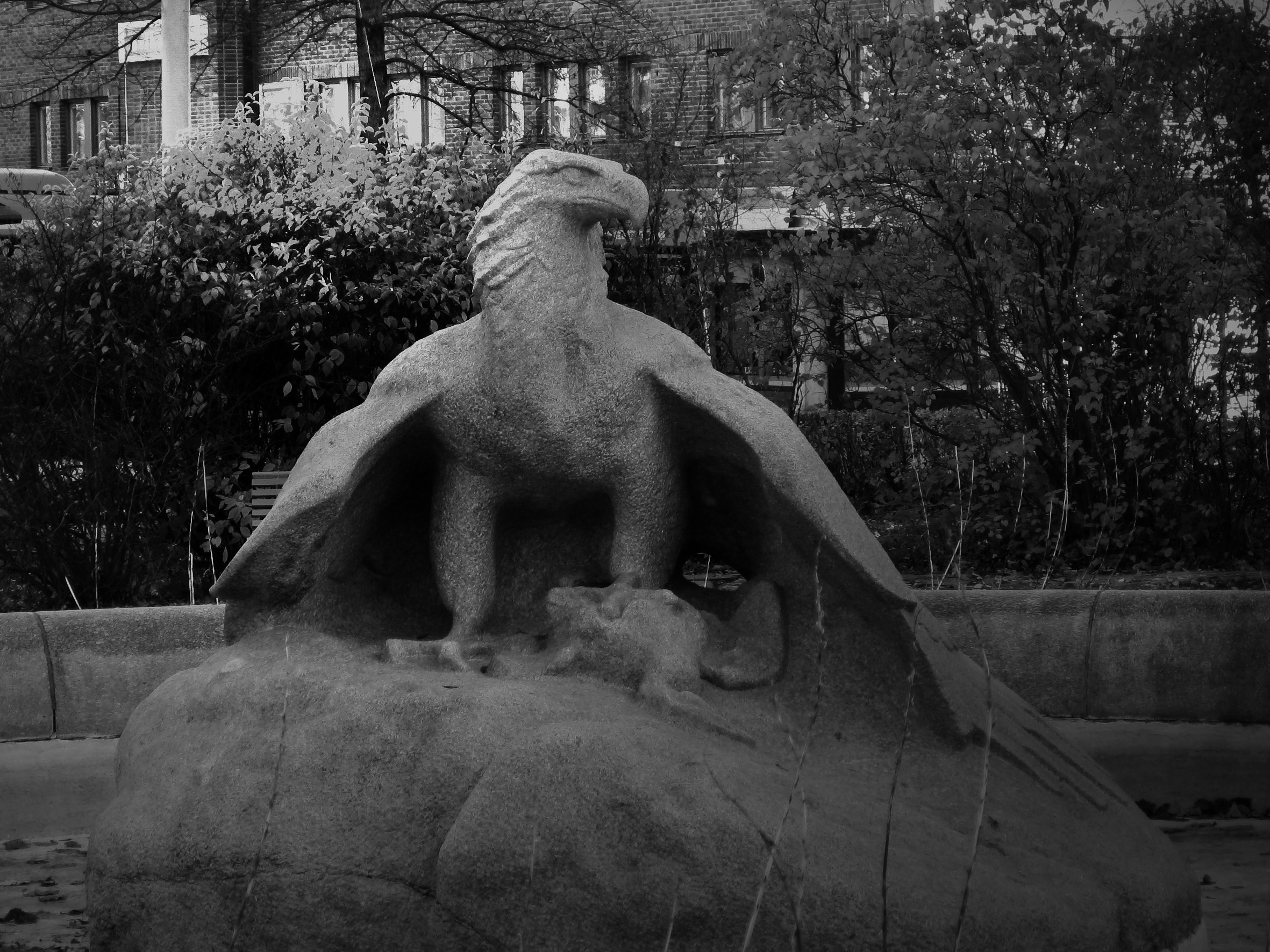
Örnstatyn av Bruno Liljefors

### Fotnoter
1. 1 2  Statistiska tätorter 2023, befolkning, landareal, befolkningstäthet per tätort, SCB, 28 november 2024, läs online.[källa från Wikidata]
2. ↑  Land- och vattenareal per den 1 januari efter region och arealtyp. År 2012–2019, SCB, 21 februari 2019, läs online.[källa från Wikidata]
3. ↑  Folkmängd och befolkningsförändringar - Kvartal 1, 2025, SCB, 13 maj 2025, läs online.[källa från Wikidata]
4. ↑  Befolkning i tätorter 1960-2010, SCB, läs online, läst: 1 mars 2014.[källa från Wikidata]
5. ↑  Kodnyckel för SCB:s statistiska tätorter och småorter - Koppling mellan gammalt och nytt kodsystem, SCB, 11 november 2021, läs online.[källa från Wikidata]
6. ↑  ”Sametinget.se Sydsamiska ortnamn”. http://www.sametinget.se/7548. Läst 13 september 2014.
7. ↑  ”Kommunens webbplats, Historia”. Arkiverad från originalet den 20 augusti 2016. https://web.archive.org/web/20160820013129/http://www.ornskoldsvik.se/kommunochpolitik/kommunfakta/historia.4.7f3f5f04137aa8ca74e2b3.html. Läst 11 augusti 2016.
8. ↑  ”Samiska ortnamn - pusselbitar till historien”. Samer.se. http://www.samer.se/3267. Läst 27 september 2021.
9. ↑  Holm, Carl (1967). Carl Johan Holm: fältpräst i finska kriget, kraftfull prost i Själevad, föregångsman bland Ångermanlands jordbrukare, de fattigas välgörare: föredrag i Själevad 1934. Lund: Sven Albert Gustawson, Gösta Holm. sid. 32-33
10. ↑  Andersson, Per (1993). Sveriges kommunindelning 1863–1993. Mjölby: Draking. Libris 7766806. ISBN 91-87784-05-X
11. 1 2  ”Förteckning (Sveriges församlingar genom tiderna)”. Skatteverket. 1989. http://www.skatteverket.se/privat/folkbokforing/omfolkbokforing/folkbokforingigaridag/sverigesforsamlingargenomtiderna/forteckning.4.18e1b10334ebe8bc80003999.html. Läst 17 december 2013.
12. ↑  Om Örnsköldsviks rådhusrätt (NAD)
13. ↑  ”Fakta om näringslivet”. Örnsköldsviks kommun. Arkiverad från originalet den 7 april 2014. https://web.archive.org/web/20140407092447/http://www.ornskoldsvik.se/naringslivocharbete/foretagstodochradgivning/faktaomnaringslivet.4.33413099136f658053c1a13.html. Läst 3 april 2014.
14. ↑  ”Statistiska centralbyrån - Folkmängd i tätorter 1960-2005”. Arkiverad från originalet den 23 juni 2011. https://www.webcitation.org/5zewoamwt?url=http://www.scb.se/statistik/MI/MI0810/2005A01x/MI0810_2005A01x_SM_MI38SM0703.pdf. Läst 13 december 2010.
15. ↑  ”Folkräkningen den 31 december 1950, totala räkningen folkmängd efter ålder och kön i kommuner, församlingar och tätorter, statistiska centralbyrån 1954”. Arkiverad från originalet den 23 juni 2011. https://www.webcitation.org/5zewoamwt?url=http://www.scb.se/statistik/MI/MI0810/2005A01x/MI0810_2005A01x_SM_MI38SM0703.pdf. Läst 1 februari 2014.
16. ↑  föreningen Musikhuset
17. ↑  ”Hägglunds Arena blir vår hemmaplan”. MODO Hockey. http://www.modohockey.se/artikel/pqc9aksoa-4ij6i1/hagglunds-arena-blir-var-hemmaplan. Läst 7 september 2021.
18. ↑  ”Discovery Circumstances: Numbered Minor Planets (5001)-(10000)” (på engelska). MPC Database. IAU Minor Planet Center. https://www.minorplanetcenter.net/iau/lists/NumberedMPs005001.html. Läst 21 mars 2015.